# シギスヴァルト・クイケン
シギスヴァルト・クイケン（Sigiswald Kuĳken オランダ語発音: [ˌsiɣɪsʋɑlt ˈkœykə(n)], 1944年2月16日 - ）は、ベルギーの古楽器演奏家。

## 経歴
ベルギーのフラームス＝ブラバント州にあるディルベークで生まれた。ブルッヘ（ブリュージュ）とブリュッセルの音楽院でヴァイオリンを学んだ。バロック・ヴァイオリン奏者、バロック・ヴィオラ奏者、指揮者として活動している。ヴィオラ・ダ・ガンバ奏者ならびにバロック・チェロ奏者の兄ヴィーラントや、フラウト・トラヴェルソ奏者ならびにリコーダー奏者の弟バルトルトとともに「クイケン三兄弟」のひとりとして知られ、クイケン兄弟はいずれも、チェンバロ奏者グスタフ・レオンハルトとの精力的な活動でも名高い。
1964年から1972年までブリュッセルのアラリウス・アンサンブルの一員だったが、1972年にラ・プティット・バンドを結成する。1971年よりデン・ハーグ王立音楽院およびブリュッセル王立音楽院にてバロック・ヴァイオリンを指導。1986年にクイケン弦楽四重奏団を結成。近年はバロック音楽や古典派音楽のみならず、ロマン派音楽や印象主義音楽にも裾野を広げ、指揮者や室内楽奏者として演奏活動や録音を続けている。
2007年2月2日にルーヴェン・カトリック大学より名誉博士号を授与された。
ヴァイオリン本体を、あごではさまないで演奏する「ノン・チン奏法」の第一人者。